# بانوی من
بانوی من فیلمی به کارگردانی و نویسندگی یدالله صمدی محصول سال ۱۳۸۱ است.

## خلاصه داستان
سال‌های دور در یک بیمارستان، دو نوزاد به دنیا آمده‌اند و بستگانشان کنار آنها هستند. پسرکی به نام فرهاد کنار یکی از دو نوزاد عکس می‌گیرد. سال‌ها بعد فرهاد و لیلی، یکی از همان دو نوزاد، بزرگ شده‌اند. آنها دخترعمو و پسرعمو هستند و خانواده هر دو اصرار به ازدواج آنها دارند، اما فرهاد مایل به این ازدواج نیست. فرهاد که به عنوان تعمیرکار تأسیسات در فروشگاه رفاه کار می‌کند دلبسته فروشنده‌ای بیوه به نام شیرین است و از او تقاضای ازدواج می‌کند. شیرین که ماجرای علاقه لیلی را به فرهاد می‌داند، این پیشنهاد را نمی‌پذیرد. فرهاد همه چیز را با لیلی در میان می‌گذارد و لیلی نیز به رغم علاقه‌ای که به او دارد، می‌پذیرد خود را کنار بکشد، اما پدر قلدر و زورگوی فرهاد بر ازدواج این دو اصرار دارد. درگیری میان فرهاد و پدرش بالا می‌گیرد و نهایتاً پدر او را از خانه بیرون و از ارث محروم می‌کند و مغازه را نیز از او می‌گیرد. فرهاد تصادف می‌کند، اما این هم باعث تغییر عقیده پدرش نمی‌شود. فرهاد خود را به دیوانگی می‌زند و در بیمارستان روانی بستری می‌شود. با مدیر و دکتر بیمارستان درگیری پیدا می‌کند و به او شوک الکتریکی می‌دهند. فرهاد که کمی حالش خوب می‌شود منبع آب تیمارستان را تعمیر می‌کند و بیماران خوشحال می‌شوند، اما همچنان با هیچ‌کدام از اعضای خانواده اش حرف نمی‌زند. لیلی به سراغ شیرین می‌رود و از او خواهش می‌کند زندگی فرهاد را نجات بدهد. شیرین متحول می‌شود، لیلی همه چیز را فراموش می‌کند و به شدت عاشق فرهاد می‌شود، و صبح روز بعد به ملاقات فرهاد می‌رود. اما با خود عکسی از دوران کودکی فرهاد را دارد که زمانی که او تازه به دنیا آمده، بر بالای گهواره اش ایستاده بود.

## بازیگران
- پرویز پرستویی
- کتایون ریاحی
- پانته‌آ بهرام
- جمشید مشایخی
- جمشید شاه‌محمدی
- بهناز توکلی
- نادیا موسوی اشکوری
- عباس محبی
- کاوه آهنگر
- محمد ابهری
- محمدرضا حقگو
- محمود قبه زرین
- حشمت‌الله آرمیده
- اصغر بیچاره
- عزت‌الله مهرآوران
- خسرو خان‌محمدی
- افشین شوشتر
- پروین میکده
- عطامهر علیپور
- هوشنگ قوانلو
- روح‌الله محرابی
- سپهر جهانگیری
- غزاله دانشور
- منوچهر عبداللهی
- افشین عبداللهی
- لیلا فراهانی
- پریا فراهانی
- سید مصطفی مدنی
- پروین مجیدی
- احمد ذاکری
- حمید مولانا
- رضا گل بابایی
- جمال سلیمانی
- عباس میرزاحیدری
- مهدی یوسفیان
- علی طالبی
- فرهاد پرناک
- علی قنبری
- ژانت وسکانیان
- سمیه برجی
- مریم ناظری
- میترا بصیرت
- آلیس زمینی
- زیبا طاهری
- الهام حیدری
- مهناز نجفی
- نورا سخایی
- فرانک سهیلی
- اعظم رزاقی
- سیاره دژآگه
- زهرا رحیمی
- مریم خلخالی
- علی عطایی
- مجید رهگذر
- رسول شادمنور
- امیر عبدوست
- جعفر آجیلی
- علی مقدم
- سعید محمدداوودی
- مهران بنا
- نادر امینی
- پرویز اکبری
- محمدتقی جنت‌پرست
- مریم پوررضایی
- مریم اقبال
- معصومه عاشوری
- نازنین علایی
- مریم فرجی
- رؤیا فرجی
- حمیده جنت‌پرست
- پرستو مولایی
- سارا گودرزی
- جعفر خلیلی
- اصغر احمدزاده
- احسان خانی
- حمید عسگری
- فاطمه باقریان
- نرگس هادیان
- کمال سیدمحسن
- سیدجواد سلیمی
- مهدی اشرفیان
- شهناز عبدی
- ریحانه ملکی
- لیلا خدابنده‌لو
- فرحناز قربانی
- شیرین مسعودی
- پروانه رمضانی
- راحله رستمی
- سمیه نادعلی
- سمانه طاهری
- نسرین رستمی